# 트레베리족

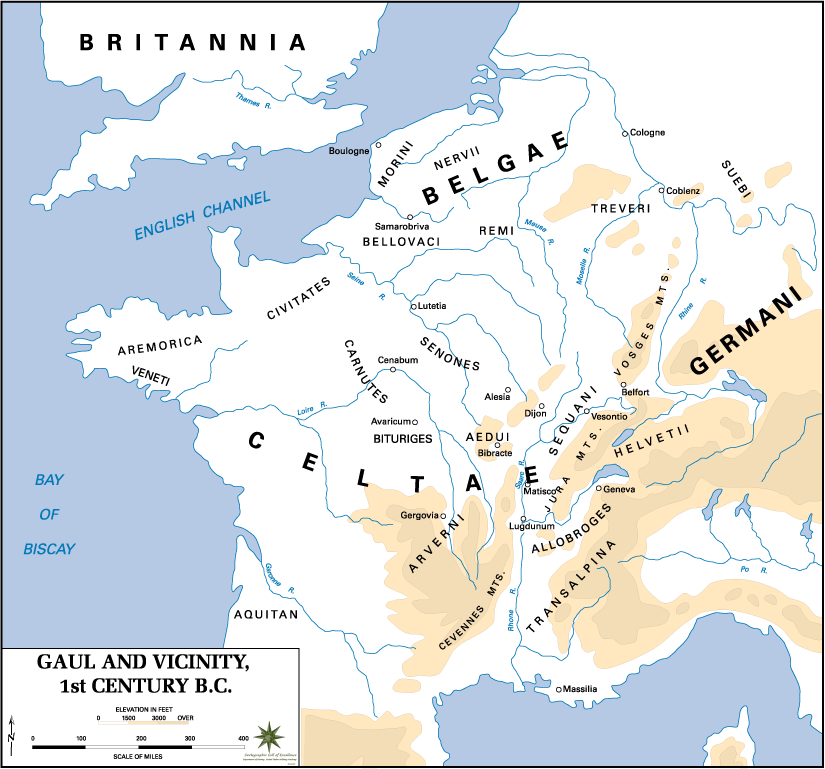
기원전 1세기경의 갈리아 부족의 세력

트레베리족은 오늘날 모젤강 하류 연안에 살던 갈리아 부족이다. 게르만족 중 갈리아로 이주해 온 부족으로 여겨진다.
율리우스 카이사르의 《갈리아 전쟁기》에 따르면 트레베리족은 레누스강(오늘날의 라인강) 연안에 살고 있었고 갈리아 부족들 가운데서도 특히 기병이 특히 강력하고 보병도 많았다. 그들 중에 "킹게토릭스"(Cingetorix)와 "인두티마루스"(Indutimarus)가 서로 패권을 다투고 있었는데 그 중에서 킹게토릭스가 먼저 카이사르에게 항복했다. 카이사르는 두 사람을 화해시키고 킹게토릭스에게 우선권을 주었다. 인두티마루스는 이때부터 로마에 앙심을 품었다가 나중에 반란을 꾀했고 결국 티투스 라비에누스에게 붙잡혀 살해당했다.
기원전 53년 카이사르는 루테키아에서 갈리아 부족장 회의를 소집했는데 트레베리족은 카르누테스족, 세노네스족과 함께 불참하여 로마에 반기를 들었다. 트레베리족은 암비오릭스와 공모하여 게르만족을 끌어들였고 대군을 모아 로마 군을 공격했으나 라비에누스의 계략에 속아 진압 당했다. 이때 카이사르는 트레베리족을 지원한 게르만족을 응징하기 위해 두 번째로 라인 강을 넘었다.
이듬해인 기원전 52년 베르킨게토릭스가 로마에 반기를 들고 갈리아의 총궐기를 주장했을 때 트레베리족은 게르만족의 압박으로 궐기에 참여하지는 않았다.
이 부족의 중심지는 오늘날 독일의 트리어로 아우구스투스가 트레베리족의 중심 도시에 "아우구스타 트레베로룸" (Augusta Treverorum - 번역하면 트레베리족의 영토에 세운 아우구스투스의 도시)를 세운 것이 오늘날의 트리어로 발전하였다.

## 같이 보기
- 갈리아의 부족들
- 갈리아 전쟁